# Hippotion moorei
Hippotion moorei là một loài bướm đêm thuộc họ Sphingidae, chi Hippotion.